# Luboš Loučka
Luboš Loučka, né le 25 août 1982 à Chrudim, est un footballeur tchèque évoluant au poste de défenseur.

## Clubs successifs
- 2003-2004 : SFC Opava
- 2004-2005 : FK Jablonec 97
- 2005-2006 : Sparta Prague
- depuis 2006 : FK Jablonec 97

## Palmarès
- Coupe de Tchéquie : 2013